# 芥菜豆腐魚湯
芥菜豆腐魚湯為中國廣東、香港和澳門地區常見的家常湯水。有別於廣東常見的老火湯，這道湯無須以文火長時間烹調，製作時間相對較短，因此成為日常湯水。

## 製作
製作芥菜豆腐魚湯的主要材料包括魚、芥菜和豆腐，魚可以選擇木棉魚，也可以改用鯇魚代替，也有使用魚頭煮湯，鹽和胡椒粉則用於調味。

## 功效
此湯水被認為有清熱降火之功效，適合夏季飲用。芥菜性味苦甘涼，豆腐是大豆製品同為寒涼之物，鯇魚能夠補益脾胃，所以這道湯既能清熱降火，也不傷脾胃，但脾胃虛寒者則不宜飲用。